# Festival Apenorto
Pour les articles homonymes, voir festival (homonymie).
Le festival Apenorto également connu sous le nom d'Afenorto est un festival annuel célébré par les chefs et les habitants de Mepe, dans le district de North Tongu, dans la région de Volta au Ghana. Il est généralement célébré au mois d'août'. Afenorto en langue Ewe signifie "rester à la maison".

## Célébrations
Pendant le festival, il y a un durbar des chefs. Les gens portent des vêtements d'apparat pour faire la fête.

## Signification
La fête est une période où l'on fait le bilan de leur vie de l'année précédente. Les jeunes hommes rencontrent également leurs futures épouses pendant la fête.